# Courdimanche
Courdimanche is een gemeente in Frankrijk. Het is een van gemeenten van de nieuwe stad Cergy-Pontoise.

## Kaart
De onderstaande kaart toont de ligging van Courdimanche met de belangrijkste infrastructuur en aangrenzende gemeenten.

## Demografie
Onderstaande figuur toont het verloop van het inwonertal, bron: INSEE-tellingen. 

## Websites
- (fr)  Statistische informatie op de website van INSEE

1. ↑  Populations de référence 2022.